# ماري بلاك
مارى بلاك ( ولدت 23 مايو 1955  ) وهي مغنية ايرلندية.

## سيرتها الذاتية

### ألبومات الأستديو
-مارى بلاك ( 1983)
-مجمعة (1984)
-بدون جلبة (1985)
-في وقت حدوث الظلام (1987)
-بلا حدود (1989)
-الأطفال في الخشب ( 1991)
-الأرض المقدسة ( 1993)
-السيرك ( 1995)
-التألق ( 1997)
-التحدث مع الملاك (1999)
-المد الكامل(2005)
-قصص من الستيبلز (2011)

### الالبومات المجمعة
-أفضل ما قدمت مارى بلاك (1990)
-المجموعة ( 1992)
-النظر إلى الخلف (1995)
-أغنية ايرلندا (الولايات المتحدة الأمريكية) (1998)
-أفضل الطرق لمارى بلاك (1991-2001) ، الحصاد المخفى (2001)
-خمسة وعشرون عاما ، خمسة وعشرون أغنية (2008)

## الروابط الخارجية
- ماري بلاك على موقع IMDb (الإنجليزية)
- ماري بلاك على موقع ميوزك برينز (الإنجليزية)
- ماري بلاك على موقع أول ميوزيك (الإنجليزية)
- ماري بلاك على موقع ديسكوغز (الإنجليزية)
- ماري بلاك على موقع قاعدة بيانات الفيلم (الإنجليزية)

Resmî site
Code Hot UK - Mary Black نسخة محفوظة 30 مارس 2014 على موقع واي باك مشين.
House of Music'teki biyografisi
MP3.com'daki biyografisi